# Panský mlýn (Starosedlský Hrádek)
Panský mlýn ve Starosedlském Hrádku v okrese Příbram je vodní mlýn, který stojí na Hrádeckém potoce pod Hrádeckým rybníkem na západním okraji obce v blízkosti bývalé tvrze. Je chráněn jako nemovitá kulturní památka České republiky; předmětem ochrany je mlýn, hospodářská budova a ohradní zeď s náležejícími pozemky.

## Historie

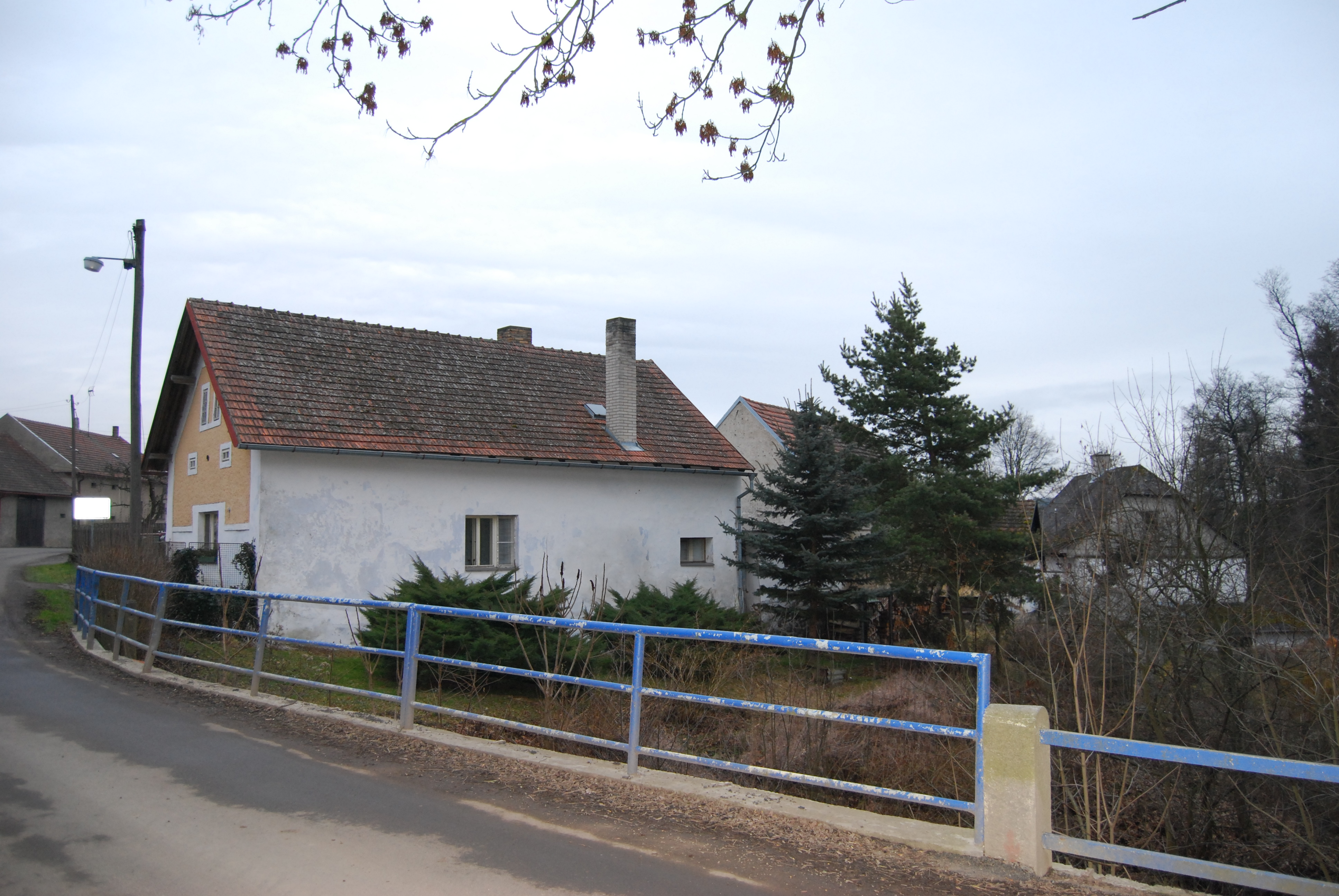
budova mlýna vzadu

Mlýn je v obci zmíněn roku 1549. Roku 1717 jej pronajala březnická jezuitská kolej Václavu Kottovi, jehož potomky vystřídal v roce 1754 rod Školů z nedalekého svobodného Školova mlýna.
Roku 1772 pronajali jezuité mlýn rodu Zíků; v témže roce postavili i roubenou stodolu. Smlouva s hrádeckým (již emfyteutickým) mlynářem z roku 1777 zaručovala, že „z panských lesů dostal jednou pro vždy 15 kmenů, dřevo ke zřízení jeho domu, které si sám musí porazit a dopravit, zdarma ještě dáno“. Poslední majitelkou z rodu Zíků byla Marie Zíková, která mlýn roku 1889 prodala knížeti Karlu Schwarzenbergovi. Mlýn se poté dostal do nájmu rod Řezníčků. Posledním mlynářem byl František Řezníček; jeho syn se vyučil mlynářem v Březnici, ale toto povolání již nevykonával.

## Popis
Mlýn tvoří patrová obytná budova s dochovanými architektonickými prvky a technologickým vybavením a hospodářská budova s náhonem. Areál vymezuje ohradní zeď. Historicky patřil ke tvrzi s rozsáhlým hospodářským dvorem, jehož součástí byly také budovy chlévů, sýpka, bednárna čp. 3, stodola (zbořeno) a pivovar čp. 5 (zbořeno). Pozemek mlýna, bednárny a pivovaru odděluje od tvrze místní komunikace procházející obcí. Mlýn tvoří soubor dvou samostatných staveb, které jsou volně rozmístěny v mírně klesajícím terénu směrem k jihu k potoku. Budova mlýna je situovaná v jižní části a svým severním okapovým průčelím je orientovaná do prostoru čtvercového dvora, na jehož západní straně stojí hospodářská budova. Protilehlý prostor původně doplňovaly přízemní chlévy, ze kterých se dochovalo pouze torzo zdi. Jižní a západní část areálu zaujímá zahrada. Na východě je ohradní zeď vystavěná z kamenného a cihlového zdiva.
Voda na vodní kolo vedla z rybníka náhonem, který je dlouhý 60 metrů a z větší části zahloubený do země. Rybník a samotný náhon původně spojoval dvanáctimetrový dřevěný vantrok. Vantrok zanikl a zděné koryto má místy narušené stěny a částečně je zaneseno sutinou, hlínou a rostlinami.
Dochovalo se kompletní zařízení uměleckého válcového mlýna, zachována je také dvojnásobná mlýnská hranice. Technologické vybavení je od výrobců Jan Prokopec, Praha Král. Vinohrady, a Union a. s., České Budějovice. Francisova horizontální turbína s mokrou savkou má maximální výkon 12 HP při 270 l/s při spádu 4,5 m. Podle vodní knihy zde pracovala dvě kola na svrchní vodu, jedno mělo průměr 426 cm a věnec 73 cm široký a druhé 395 cm a věnec 79 cm široký. Dochoval se i elektrický motor od výrobce Škodovy závody, Plzeň, a v turbínovém domku je umístěn elektromotor o výkonu 7,5 kW značka Škoda.